# Vaejovis mauryi
Espèce
Vaejovis mauryi est une espèce de scorpions de la famille des Vaejovidae.

## Distribution
Cette espèce est endémique du Sonora au Mexique. Elle se rencontre vers Mazatan, Bacanora et Soyopa.

## Description
Le mâle holotype mesure 35,90 mm et la femelle paratype 40,60 mm.

## Étymologie
Cette espèce est nommée en l'honneur d'Emilio Antonio Maury.

## Publication originale
- Capes, 2001 : « Description of a new species in the nitidulus group of the genus Vaejovis (Scorpiones, Vaejovidae). » The Journal of Arachnology, vol. 29, no 1, p. 42-46 (texte intégral).